# Kristofer Kamiyasu
Kristofer Kenichi Kamiyasu (Märsta, 5 september 1975), geboren als Kristofer Kenichi Fransson, is een Zweedse acteur. 

## Biografie
Kamiyasu werd als zoon van een Japanse vader en Zweedse moeder geboren in Märsta, maar groeide op in Emmaboda. Aanvankelijk was hij werkzaam als journalist, maar in 2001 studeerde hij af aan de theaterschool in Malmö. Daarna was hij actief voor onder meer het Riksteatern, het grootste theatergezelschap van Zweden.

## Filmografie (selectie)
| Jaar      | Titel                                   | Rol                           | Type productie | Opmerkingen    |
| --------- | --------------------------------------- | ----------------------------- | -------------- | -------------- |
| 2012      | Hamilton: In the Interest of the Nation | Hoofdober                     | Film           |                |
| 2017      | Veni Vidi Vici                          | Nuuk                          | Televisieserie | 7 afleveringen |
| 2017      | Jordskott                               | Forensisch onderzoeker Stefan | Televisieserie | 5 afleveringen |
| 2018      | Beck                                    | Simon Järvi                   | Televisieserie | 1 aflevering   |
| 2018      | Sthlm Rekviem                           | Rechercheur Boija             | Televisieserie | 2 afleveringen |
| 2019      | Hidden: Förstfödd                       | Karl-Åke                      | Televisieserie | 4 afleveringen |
| 2019      | Good Omens                              | Japanse kapitein              | Televisieserie | 1 aflevering   |
| 2020      | Roslund & Hellström: Box 21             | Sven Sundkvist                | Televisieserie | 6 afleveringen |
| 2021      | Hitman's Wife's Bodyguard               | Zento                         | Film           |                |
| 2021-2022 | Lyckoviken                              | Tomas                         | Televisieserie | 8 afleveringen |
| 2022      | Das Boot                                | Commodore Hideki Ido          | Televisieserie | 1 aflevering   |
| 2022      | Roslund & Hellström: Cell 8             | Sven Sundkvist                | Televisieserie | 5 afleveringen |
| 2023      | Detektiven från Beledweyne              | Mats Drevlid                  | Televisieserie | 6 afleveringen |
| 2023      | Succession                              | Rasmus                        | Televisieserie | 1 aflevering   |